# Nagroda im. Michała Serzyckiego
Nagroda im. Michała Serzyckiego – wyróżnienie przyznawane przez Urząd Ochrony Danych Osobowych od 2018 roku. Zostało ono ustanowione przez dr Edytę Bielak-Jomaa. Ceremonia wręczenia tej nagrody odbywa się corocznie. Swoją nazwę wyróżnienie zawdzięcza temu, że w 2007 roku, gdy Polska przyłączyła się do obchodów Dnia Ochrony Danych Osobowych, stanowisko Generalnego Inspektora Ochrony Danych Osobowych piastował zmarły w 2016 roku Michał Serzycki.
Nagrodę przyznaje się osobom zaangażowanym w promowanie prawa do prywatności i poszerzanie świadomości wobec społeczeństwa na jego temat. Przyznawana jest ona Polakom, oraz cudzoziemcom współpracującym z polskim organem nadzorczym.

## Laureaci
| Rok  | Laureaci | Uwagi |
| ---- | --- | --- |
| 2018 | Michał Seweryński | N/A |
| 2019 | Irena Lipowicz | N/A |
| 2020 | Grzegorz Sibiga | N/A |
| 2021 | Barbara Grądkowska, Jen Persson, Maciej Gawroński                                                                        | Po raz pierwszy wyróżnienie przyznano cudzoziemcowi.                                                                      |
| 2022 | Małgorzata Margulska-Haczyk, Xawery Konarski                                                                             | N/A |
| 2023 | Edyta Bielak-Jomaa, Urszula Góral, Iwona Niedzielska-Taźbier                                                             | N/A |
| 2024 | Joanna Hałoń-Gnutek | N/A |
| 2025 | Organizacje: Fundacja Panoptykon, Helsińska Fundacja Praw Człowieka Osoby: Katarzyna Szymielewicz, Konrad Ciesiołkiewicz | Po raz pierwszy wyróżnienie przyznano także organizacjom specjalizującym się w promocji praw do prywatności w Internecie. |